# Internationale Filmfestspiele von Cannes 2014
Die 67. Internationalen Filmfestspiele von Cannes fanden vom 14. bis 25. Mai 2014 statt. Eröffnet wurde das Filmfestival mit Olivier Dahans Filmbiografie Grace of Monaco, die außer Konkurrenz lief. Das Fürstenhaus von Monaco nahm aus Protest gegen den Film nicht an der Eröffnung der Filmfestspiele von Cannes teil. Abschlussfilm der Filmfestspiele wurde der in 4K2K restaurierte Spielfilm Für eine Handvoll Dollar von Sergio Leone.
Präsidentin der internationalen Jury, die unter anderem die Goldene Palme vergibt, war in diesem Jahr die neuseeländische Regisseurin Jane Campion. Aufgrund der Europawahlen am 25. Mai wurden die Gewinner des Festivals einen Tag früher als üblich bekannt gegeben. Moderator der Auftaktzeremonie und der Preisgala war der französische Schauspieler Lambert Wilson.
Die Goldene Palme ging an den Film Winterschlaf (englischer Festivaltitel: Winter Sleep, Originaltitel: Kış Uykusu) von Nuri Bilge Ceylan, der im Vorfeld auch als Mitfavorit galt.

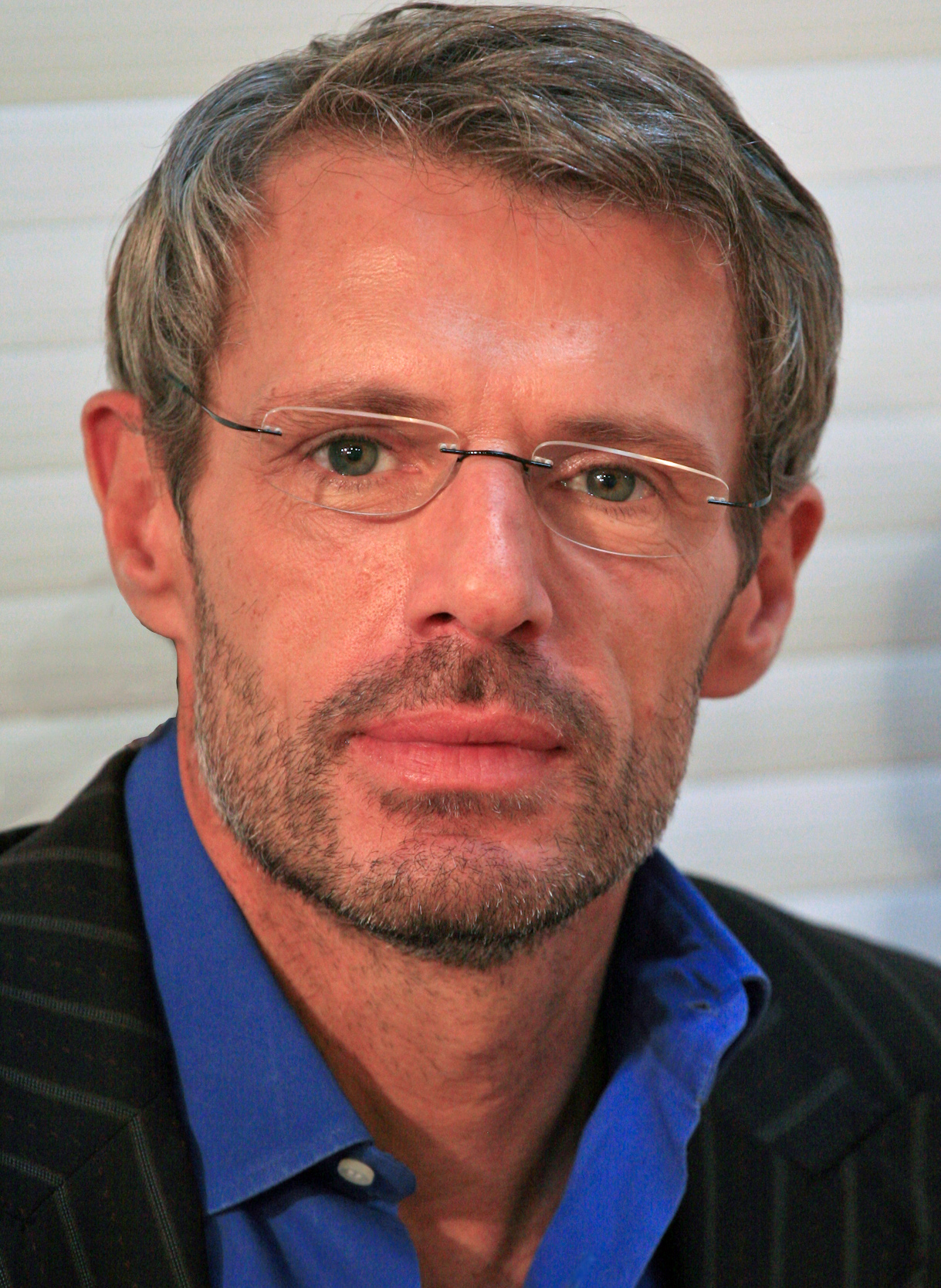
Lambert Wilson, Moderator der Eröffnungszeremonie und abschließenden Preisverleihung

## Festivalplakat
Das Festivalplakat zeigte den italienischen Schauspieler Marcello Mastroianni in einer Szene des Films Achteinhalb von Federico Fellini aus dem Jahr 1963. Im Film erblickt er dabei Claudia Cardinales Filmfigur Claudia, wobei er seine Sonnenbrille leicht hinunterzieht und über die Gläser blickt. Der Film lief 1963 außerhalb des Wettbewerbs der Filmfestspiele. Das Design des Plakats stammt von Hervé Chigioni und Gilles Frappier.

## Offizielle Auswahl

### Internationaler Wettbewerb

#### Wettbewerbsjury

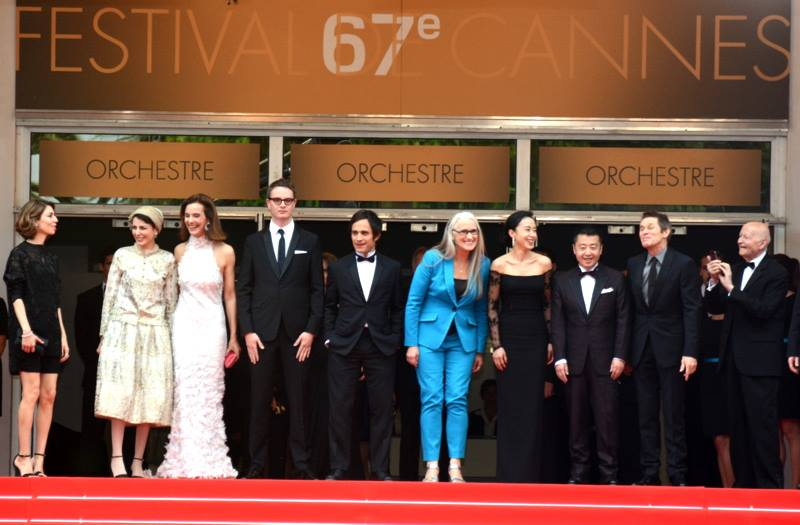
Die Jury der Filmfestspiele 2014

Als Nachfolgerin des letztjährigen Jurypräsidenten Steven Spielberg wurde Anfang Januar 2014 die neuseeländische Regisseurin Jane Campion vorgestellt. Campion nahm 1986 erstmals an den Filmfestspielen in Cannes mit einem Kurzfilm teil. Sie ist die einzige Regisseurin, die die Goldene Palme gewonnen hat: Sie erhielt den Preis 1993 für Das Piano. Für ihren Kurzfilm Peel gewann sie zudem 1986 eine Goldene Palme für den Besten Kurzfilm und ist die bisher einzige Person, die zwei derartige Ehrungen erhalten hat.
Der Jurypräsidentin standen mehrere Jurymitglieder zur Seite, deren Namen am 28. April präsentiert wurden:
- Gael García Bernal, mexikanischer Schauspieler und Regisseur
- Carole Bouquet, französische Schauspielerin
- Sofia Coppola, US-amerikanische Schauspielerin und Regisseurin
- Willem Dafoe, US-amerikanischer Schauspieler
- Leila Hatami, iranische Schauspielerin
- Nicolas Winding Refn, dänischer Filmregisseur und Drehbuchautor (Regiepreis von Cannes 2011)
- Jeon Do-yeon, koreanische Schauspielerin (Darstellerpreis von Cannes 2007)
- Jia Zhangke, chinesischer Regisseur

#### Konkurrenten um die Goldene Palme
Das offizielle Wettbewerbsprogramm wurde am 17. April 2014 von den Festivalorganisatoren bekannt gegeben. Insgesamt konkurrierten 18 Filme um die Goldene Palme. Deutschland war im Wettbewerb nicht vertreten; Fatih Akin zog seinen Beitrag The Cut kurz vor Bekanntgabe der Filme zurück; auch neu fertiggestellte Werke von Andreas Dresen (Als wir träumten) und Christian Petzold (Phoenix) hatten keine Berücksichtigung gefunden. Wim Wenders, der als Koregisseur des Dokumentarfilms Das Salz der Erde in der Nebenreihe Un Certain Regard vertreten war, kritisierte einige Tage vor Festivalbeginn die Auswahlpolitik für deutsche Filme.
Für den Wettbewerb um die Goldene Palme für den besten Spielfilm durften Produktionen eingereicht werden, die innerhalb der letzten zwölf Monate vor Festivalbeginn fertiggestellt worden waren, vorab an keinem internationalen Festival teilgenommen hatten, außerhalb ihres Ursprungslandes bisher nicht kommerziell ausgewertet worden waren und weder im Fernsehen noch Internet präsentiert wurden. Einreichfrist für Filme im Wettbewerb um die Goldene Palme war dabei der 10. März 2014.

#### Spielfilme
Eine Übersicht über die 18 Spielfilmproduktionen, die um die Goldene Palme konkurrierten.
| Film                                             | Regie                             | Land                                       | Darsteller (Auswahl)                                        |
| ------------------------------------------------ | --------------------------------- | ------------------------------------------ | ----------------------------------------------------------- |
| Adieu au langage (Goodbye to Language)           | Jean-Luc Godard                   | Frankreich                                 | Héloïse Godet, Kamel Abdelli, Richard Chevallier            |
| Captives (The Captive)                           | Atom Egoyan                       | Kanada                                     | Ryan Reynolds, Rosario Dawson, Mireille Enos                |
| Deux jours, une nuit (Two Days, One Night)       | Jean-Pierre Dardenne Luc Dardenne | Belgien, Frankreich, Italien               | Marion Cotillard, Fabrizio Rongione                         |
| Foxcatcher                                       | Bennett Miller                    | Vereinigte Staaten                         | Channing Tatum, Mark Ruffalo, Steve Carell                  |
| Still the Water (２つ目の窓, Futatsume no mado)  | Naomi Kawase                      | Frankreich, Japan, Spanien                 | Jun Yoshinaga, Nijirô Murakami, Tetta Sugimoto              |
| The Homesman                                     | Tommy Lee Jones                   | Vereinigte Staaten                         | Tommy Lee Jones, Hilary Swank, David Dencik                 |
| Jimmy’s Hall                                     | Ken Loach                         | Vereinigtes Königreich, Irland, Frankreich | Barry Ward, Simone Kirby, Jim Norton                        |
| Leviathan (Левиафан)                             | Andrei Swjaginzew                 | Russland                                   | Alexei Serebrjakow, Roman Madjanow, Wladimir Wdowitschenkow |
| Maps to the Stars                                | David Cronenberg                  | Kanada, Deutschland                        | Julianne Moore, Mia Wasikowska, John Cusack                 |
| Le meraviglie (The Wonders)                      | Alice Rohrwacher                  | Italien, Schweiz, Deutschland              | Maria Alexandra Lungu, Sam Louwyck, Alba Rohrwacher         |
| Mommy                                            | Xavier Dolan                      | Kanada                                     | Anne Dorval, Antoine Olivier Pilon, Suzanne Clément         |
| Mr. Turner                                       | Mike Leigh                        | Vereinigtes Königreich                     | Timothy Spall, Dorothy Atkinson, Marion Bailey              |
| Wild Tales (Relatos salvajes)                    | Damián Szifron                    | Argentinien, Spanien                       | Ricardo Darín, Darío Grandinetti, Oscar Martínez            |
| Saint Laurent                                    | Bertrand Bonello                  | Frankreich                                 | Gaspard Ulliel, Jérémie Renier, Léa Seydoux                 |
| The Search                                       | Michel Hazanavicius               | Frankreich, Georgien                       | Bérénice Bejo, Annette Bening, Maxim Emelianov              |
| Die Wolken von Sils Maria (Clouds of Sils Maria) | Olivier Assayas                   | Frankreich                                 | Juliette Binoche, Kristen Stewart, Chloë Grace Moretz       |
| Timbuktu                                         | Abderrahmane Sissako              | Frankreich, Mauretanien                    | Ibrahim Ahmed, Toulou Kiki, Abel Jafri                      |
| Winterschlaf (Kış Uykusu)                        | Nuri Bilge Ceylan                 | Türkei, Frankreich, Deutschland            | Haluk Bilginer, Melisa Sözen, Demet Akbağ                   |

#### Außer Konkurrenz und Sonderaufführungen
Außer Konkurrenz wurden im Rahmen des offiziellen Programms folgende Filme vorgestellt:
- Drachenzähmen leicht gemacht 2 (How to Train Your Dragon 2) – Regie: Dean DeBlois
- Grace of Monaco – Regie: Olivier Dahan (Eröffnungsfilm)
- Gui lai / 歸來 – Regie: Zhang Yimou
- L’homme qu’on aimait trop – Regie: André Téchiné

Mitternachtsaufführungen („Séances de minuit“)
- Pyojeok / 표적 – Regie: Yoon Hong-seung
- The Rover – Regie: David Michôd
- The Salvation – Regie: Kristian Levring

Sonderaufführungen („Séances Spéciales“)
- El ardor – Regie: Pablo Fendrik
- Caricaturistes – Fantassins de la démocratie – Regie: Stéphanie Valloatto
- Eau argentée, Syrie autoportrait / ماء الفضة – Regie: Ossama Mohammed
- Géronimo – Regie: Tony Gatlif
- Des hommes et de la guerre – Regie: Laurent Bécue-Renard
- Maidan / Майдан – Regie: Sergei Loznitsa
- The Owners – Regie: Ädilchan Jerschanow
- Les ponts de Sarajevo – Regie: Aida Begić, Isild Le Besco, Leonardo di Costanzo, Jean-Luc Godard, Kamen Kalew, Sergei Loznitsa, Vincenzo Marra, Ursula Meier, Vladimir Perišić, Cristi Puiu, Marc Recha, Angela Schanelec und Teresa Villaverde
- Red Army – Regie: Gabe Polsky

Aufführung anlässlich des 70. Geburtstages von Le Monde
- Les gens du Monde – Regie: Yves Jeuland

### Un Certain Regard
In der Reihe Un Certain Regard (deutsch „Ein gewisser Blick“) werden vornehmlich Werke von weniger bekannten Filmemachern gezeigt, die mit einem mit 30.000 Euro dotierten Preis ausgezeichnet werden. Die Jury stand 2014 unter der Leitung des argentinischen Regisseurs Pablo Trapero. Weitere Jurymitglieder waren der Leiter der Criterion Collection Peter Becker, die norwegisch-schwedische Schauspielerin Maria Bonnevie, die französische Schauspielerin Géraldine Pailhas sowie Regisseur, Drehbuchautor und Produzent Moussa Touré aus dem Senegal.
Das Programm der Reihe umfasste 20 Filme. Eröffnungsfilm der Reihe war der französische Beitrag Party Girl von Marie Amachoukeli, Claire Burger und Samuel Theis.
| Film                                                                    | Regie                                        | Land                                                             | Darsteller (Auswahl)                                        |
| ----------------------------------------------------------------------- | -------------------------------------------- | ---------------------------------------------------------------- | ----------------------------------------------------------- |
| Amour Fou                                                               | Jessica Hausner                              | Österreich                                                       | Birte Schnöink, Christian Friedel, Stephan Grossmann        |
| Bird People                                                             | Pascale Ferran                               | Frankreich                                                       | Josh Charles, Anaïs Demoustier, Roschdy Zem                 |
| Das blaue Zimmer (La chambre bleue)                                     | Mathieu Amalric                              | Frankreich                                                       | Serge Bozon, Léa Drucker, Mathieu Amalric                   |
| Charlie’s Country                                                       | Rolf de Heer                                 | Australien                                                       | David Gulpilil, Peter Djigirr, Luke Ford                    |
| Das Verschwinden der Eleanor Rigby (The Disappearance of Eleanor Rigby) | Ned Benson                                   | Vereinigte Staaten                                               | James McAvoy, Jessica Chastain, Nina Arianda                |
| Dohee – Weglaufen kann jeder (도희야, Dohee-ya)                         | July Jung                                    | Südkorea                                                         | Bae Doona, Kim Sae-ron, Song Sae-byuk                       |
| 幻想曲 Fantasia                                                         | Wang Chao                                    | Volksrepublik China                                              | Hu Ruijie, Su Su, Zhang Xu                                  |
| Fehér Isten (Wrong God)                                                 | Kornél Mundruczó                             | Ungarn, Deutschland, Schweden                                    | Zsófia Psotta, Sándor Zsótér, Lili Monori                   |
| Schöne Jugend (Hermosa juventud)                                        | Jaime Rosales                                | Spanien, Frankreich                                              | Ingrid García-Jonsson, Carlos Rodríguez                     |
| Incompresa (Misunderstood)                                              | Asia Argento                                 | Italien, Frankreich                                              | Charlotte Gainsbourg, Gabriel Garko, Giulia Salerno         |
| Jauja                                                                   | Lisandro Alonso                              | Argentinien, Vereinigte Staaten, Niederlande, Frankreich, Mexiko | Viggo Mortensen, Ghita Nørby, Viilbjørk Malling Agger       |
| Loin de mon père (That Lovely Girl)                                     | Keren Yedaya                                 | Israel                                                           | Maayan Turgeman, Grad Tzahi, Yaël Abecassis                 |
| Lost River                                                              | Ryan Gosling                                 | Vereinigte Staaten                                               | Christina Hendricks, Iain De Caestecker, Eva Mendes         |
| Party Girl                                                              | Marie Amachoukeli Claire Burger Samuel Theis | Frankreich                                                       | Angélique Litzenburger, Joseph Bour, Mario Theis            |
| Run                                                                     | Philippe Lacôte                              | Elfenbeinküste, Frankreich                                       | Isaac de Bankolé, Reine Sali Coulibaly, Abdoul Karim Konaté |
| Das Salz der Erde                                                       | Wim Wenders Juliano Ribeiro Salgado          | Frankreich                                                       | Dokumentarfilm über Sebastião Salgado                       |
| Snow in Paradise                                                        | Andrew Hulme                                 | Vereinigtes Königreich                                           | Frederick Schmidt, Martin Askew, Claire-Iouise Cordwell     |
| Titli                                                                   | Kanu Behl                                    | Indien                                                           | Ranvir Shorey, Amit Sial, Lalit Behl                        |
| Höhere Gewalt (Turist)                                                  | Ruben Östlund                                | Schweden                                                         | Johannes Kuhnke, Lisa Loven Kongsli, Clara Wettergren       |
| Xenia (Ξενία, Xenia)                                                    | Panos H. Koutras                             | Griechenland, Frankreich, Belgien                                | Kostas Nikouli, Nikos Gelia, Aggelos Papadimitriou          |

### Kurzfilmwettbewerb

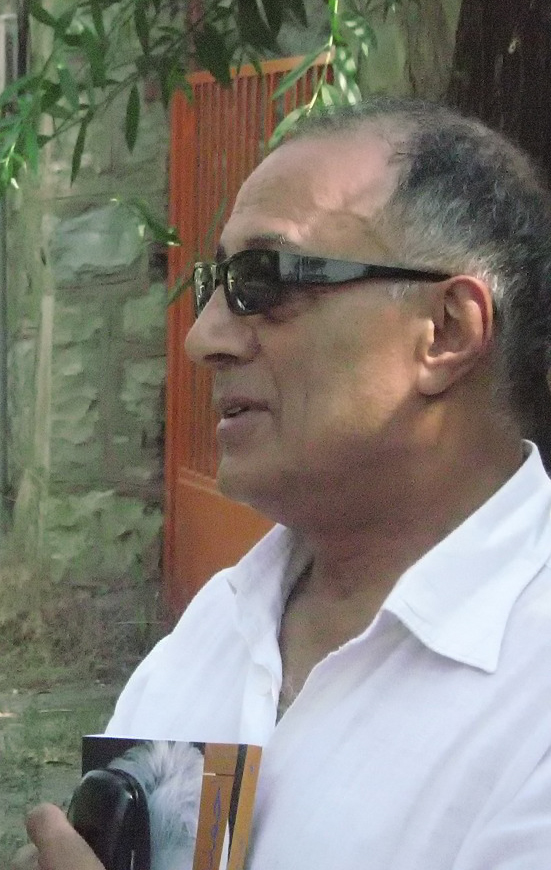
Abbas Kiarostami, Jurypräsident des Kurzfilmwettbewerbs

Der Jury des Kurzfilmwettbewerbs stand der iranische Regisseur und Drehbuchautor Abbas Kiarostami vor. Weitere Jurymitglieder waren die französische Regisseurin, Schauspielerin und Drehbuchautorin Noémie Lvovsky, die brasilianische Regisseurin Daniela Thomas, Regisseur Mahamat-Saleh Haroun aus dem Tschad sowie der norwegische Regisseur Joachim Trier. Die Jury entschied über die Vergabe der Goldenen Palme für den Besten Kurzfilm.
| Film                                   | Regie                                                                    | Land                              | Länge (in min) |
| -------------------------------------- | ------------------------------------------------------------------------ | --------------------------------- | -------------- |
| The Administration of Glory            | Ran Huang                                                                | Volksrepublik China               | 15’            |
| Aïssa                                  | Clément Tréhin-Lalanne                                                   | Frankreich                        | 8’             |
| Les corps étrangers (Foreign Bodies)   | Laura Wandel                                                             | Belgien                           | 15’            |
| Happo-en                               | Masahiko Sato Takayoshi Ohara Yutaro Seki Masayuki Toyota Kentaro Hirase | Japan                             | 13’            |
| Ja, vi elsker (Yes we Love)            | Hallvar Witzø                                                            | Norwegen                          | 15’            |
| A Kivégzés (The Execution)             | Petra Szőcs                                                              | Ungarn, Rumänien                  | 14’            |
| Leidi                                  | Simón Mesa Soto                                                          | Kolumbien, Vereinigtes Königreich | 15’            |
| Sonuncu (The Last One)                 | Sergey Pikalov                                                           | Aserbaidschan                     | 15’            |
| Ukhilavi Sivrtseebi (Invisible Spaces) | Dea Kulumbegaschwili                                                     | Georgien                          | 10’            |

### Cinéfondation
Für die 1998 ins Leben gerufene Reihe Cinéfondation werden Kurzfilmarbeiten aus der ganzen Welt ausgewählt, darunter sowohl Animations- als auch Realfilme. Das Programm richtet sich an Filmstudenten. Als Jury fungierte die Kurzfilmjury um Abbas Kiarostami, die die drei Cinéfondation-Preise vergab.
| Film | Regie                                                         | Land (Hochschule)                                                                 | Länge (in min) |
| --- | ------------------------------------------------------------- | --------------------------------------------------------------------------------- | -------------- |
| ما حدث بعد وضع حجز الأساس لمشروع الحمام بالكيلو 375 (The Aftermath of the Inauguration of the Public Toilet at Kilometer 375) | Omar El Zohairy                                               | Ägypten (High Cinema Institute, Gizeh)                                            | 18’            |
| The Bigger Picture | Daisy Jacobs                                                  | Vereinigtes Königreich (National Film and Television School)                      | 8’             |
| Home Sweet Home | Pierre Clenet Alejandro Diaz Romain Mazevet Stéphane Paccolat | Frankreich (Supinfocom, Arles)                                                    | 10’            |
| Last Trip Home | Han Fengyu                                                    | Singapur (Ngee Ann Polytechnic)                                                   | 26’            |
| Leto bez meseca (Moonless Summer)                                                                                             | Stefan Ivančić                                                | Serbien (Fakultät für Dramaturgie, Universität der Künste Belgrad)                | 31’            |
| Lievito madre (Sourdough) | Fulvio Risuleo                                                | Italien (Centro Sperimentale di Cinematografia)                                   | 17’            |
| Niagara | Chie Hayakawa                                                 | Japan (ENBU Seminar)                                                              | 27’            |
| Oh Lucy! | Atsuko Hirayanagi                                             | Japan, Singapur, Vereinigte Staaten (NYU Tisch School of the Arts Asia, Singapur) | 22’            |
| Les oiseaux-tonnerre (Thunderbirds)                                                                                           | Léa Mysius                                                    | Frankreich (La fémis)                                                             | 24’            |
| Our Blood | Max Chan                                                      | Vereinigte Staaten (Hampshire College, Amherst)                                   | 26’            |
| Provincia | György Mór Kárpáti                                            | Ungarn (University of Theatre and Film Arts, Budapest)                            | 21’            |
| Skunk | Annie Silverstein                                             | Vereinigte Staaten (University of Texas at Austin)                                | 20’            |
| Soom (Breath) | Kwon Hyun-ju                                                  | Südkorea (Chung-Ang University)                                                   | 38’            |
| Stone Cars | Reinaldo Marcus Green                                         | Vereinigte Staaten (Tisch School of the Arts)                                     | 14’            |
| Une vie radieuse (A Radiant Life)                                                                                             | Meryll Hardt                                                  | Frankreich (Le Fresnoy)                                                           | 17’            |
| The Visit | Inbar Horesh                                                  | Israel (Minshar for Art)                                                          | 27’            |

### Semaine de la critique
Parallel zur Vergabe der Goldenen Palme widmet sich die seit 1962 bestehende Nebensektion Semaine de la critique (bis 2007 Semaine internationale de la critique) der Entdeckung neuer Talente. Ausgerichtet vom Syndicat français de la critique de cinéma konkurrieren ausschließlich Erstlingsfilme oder Zweitwerke junger Regisseure. Der Wettbewerb umfasste in der Vergangenheit stets sieben Spielfilme und sieben Kurzfilmarbeiten, die seit 1990 mit verschiedenen Preisen ausgezeichnet werden. Begleitet wird die „internationale Kritikerwoche“ von Sonderaufführungen zahlreicher Kurzfilme.

#### Langfilme
| Film                                          | Regie                   | Land                  | Darsteller (Auswahl)                                        |
| --------------------------------------------- | ----------------------- | --------------------- | ----------------------------------------------------------- |
| Gente de bien                                 | Franco Lolli            | Kolumbien, Frankreich | Brayan Santamarià, Carlos Fernando Perez, Alejandra Borrero |
| Hope                                          | Boris Lojkine           | Frankreich            | Justin Wang, Endurance Newton, Dieudonné Bertrand Balo’o    |
| It Follows                                    | David Robert Mitchell   | Vereinigte Staaten    | Maika Monroe, Keir Gilchrist, Daniel Zovatto                |
| Più buio di mezzanotte (Darker Than Midnight) | Sebastiano Riso         | Italien               | Davide Capone, Vincenzo Amato, Lucia Sardo Laurier          |
| Self Made (Boreg)                             | Shira Geffen            | Israel                | Sarah Adler, Samira Saraya, Doraid Liddawi                  |
| The Tribe (Plemya)                            | Myroslaw Slaboschpyzkyj | Ukraine               | Grigoriy Fesenko, Yana Novikova, Rosa Babiy                 |
| When Animals Dream (Når Dyrene Drømmer)       | Jonas Alexander Arnby   | Dänemark              | Sonia Suhl, Lars Mikkelsen, Sonja Richter                   |

#### Kurzfilme
| Film                                              | Regie            | Land                   | Länge (in min) |
| ------------------------------------------------- | ---------------- | ---------------------- | -------------- |
| A Ciambra (Young Lions of Gypsy)                  | Jonas Carpignano | Italien, Frankreich    | 16′            |
| Boa noite Cinderela (Goodnight Cinderella)        | Carlos Conceição | Portugal               | 30′            |
| The Chicken                                       | Una Gunjak       | Kroatien, Deutschland  | 15′            |
| La contre-allée                                   | Cécile Ducrocq   | Frankreich             | 29′            |
| Crocodile                                         | Gaëlle Denis     | Vereinigtes Königreich | 15′            |
| Les fleuves m’ont laissée descendre où je voulais | Laurie Lassalle  | Frankreich             | 38′            |
| Petit frère                                       | Rémi St-Michel   | Kanada                 | 14′            |
| Safari                                            | Gerardo Herrero  | Spanien                | 15′            |
| TrueLoveStory                                     | Gitanjali Rao    | Indien                 | 19′            |
| Une chambre bleue (Niebieski Pokój)               | Tomasz Siwiński  | Polen, Frankreich      | 14′            |

### Quinzaine des réalisateurs
Die Nebenreihe Quinzaine des Réalisateurs (dt.: „Zwei Wochen der Regisseure“) wurde 1969 in Anlehnung an die ein Jahr zuvor stattgefundenen Maiunruhen ins Leben gerufen und wird von der Société des réalisateurs de films (SRF) organisiert. Gezeigt werden Langfilme (Dokumentar- und Spielfilme) sowie eine Vielzahl an Kurzfilmen aus aller Welt, ohne dass ein Preis vergeben wird.
Der Ehrenpreis der SRF, die Carosse d’or, ging 2014 postum an den französischen Regisseur Alain Resnais. Eröffnungsfilm der Reihe wurde Mädchenbande mit Karidja Touré, Assa Sylla und Lindsay Karamoh.

#### Langfilme
| Film                                                                       | Regie                          | Land                            | Darsteller (Auswahl)                                 |
| -------------------------------------------------------------------------- | ------------------------------ | ------------------------------- | ---------------------------------------------------- |
| Alleluia – Ein mörderisches Paar (Alleluia)                                | Fabrice Du Welz                | Frankreich, Belgien             | Lola Dueñas, Laurent Lucas, Helena Noguerra          |
| At li layla (Next to Her)                                                  | Asaf Korman                    | Israel                          | Liron Ben-shlush, Dana Ivgy, Jacob Zada Daniel       |
| Mädchenbande (Bande de filles)                                             | Céline Sciamma                 | Frankreich                      | Karidja Touré, Assa Sylla, Lindsay Karamoh           |
| Catch Me Daddy                                                             | Daniel Wolfe                   | Vereinigtes Königreich          | Conor McCarron, Sameena Ahmed, Gary Lewis            |
| Cold in July (Juillet de sang)                                             | Jim Mickle                     | Vereinigte Staaten, Frankreich  | Michael C. Hall, Sam Shepard, Don Johnson            |
| Get – Der Prozess der Viviane Amsalem (Gett, The Trial of Viviane Amsalem) | Ronit Elkabetz Shlomi Elkabetz | Frankreich, Israel, Deutschland | Ronit Elkabetz, Simon Abkarian, Menashe Noy          |
| Die Legende der Prinzessin Kaguya (Kaguya-hime no Monogatari)              | Isao Takahata                  | Japan                           | Animationsfilm                                       |
| Kkeutkkaji Ganda (A Hard Day)                                              | Kim Seong-hun                  | Südkorea                        | Lee Sun-kyun, Cho Jin-woong                          |
| Liebe auf den ersten Schlag (Les Combattants)                              | Thomas Cailley                 | Frankreich                      | Kevin Azaïs, Adèle Haenel                            |
| Mange tes morts (Eat Your Bones)                                           | Jean-Charles Hue               | Frankreich                      | Frédéric Dorkel, Jason François, Mickaël Dauber      |
| National Gallery                                                           | Frederick Wiseman              | Vereinigte Staaten              | Dokumentarfilm                                       |
| Pride (Pride)                                                              | Matthew Warchus                | Vereinigtes Königreich          | Bill Nighy, Imelda Staunton, Dominic West            |
| Queen and Country                                                          | John Boorman                   | Vereinigtes Königreich          | Callum Turner, Caleb Landry Jones, David Thewlis     |
| Refugiado (Refugiado)                                                      | Diego Lerman                   | Argentinien                     | Julieta Diaz, Sebastian Ezequiel Molinaro            |
| These Final Hours                                                          | Zak Hilditch                   | Australien                      | Nathan Philips, Angourie Rice, Jessica De Gouw       |
| Tu dors Nicole                                                             | Stéphane Lafleur               | Frankreich, Kanada              | Julianne Côté, Catherine St-Laurent, Francis La Haye |
| Whiplash                                                                   | Damien Chazelle                | Vereinigte Staaten              | Milles Teller, J. K. Simmons, Melissa Benoist        |

#### Kurzfilme
| Film                                                | Regie                     | Land                       | Länge (in min) |
| --------------------------------------------------- | ------------------------- | -------------------------- | -------------- |
| 8 balles (8 Bullets)                                | Frank Ternier             | Frankreich                 | 13'            |
| A caça revoluções (The Revolution Hunter)           | Margarida Rêgo            | Portugal                   | 11'            |
| Cambodia 2099 (Cambodia 2099)                       | Davy Chou                 | Frankreich, Kambodscha     | 21'            |
| En août (Im August)                                 | Jenna Hasse               | Schweiz                    | 9'             |
| Fragmenty (Fragments)                               | Aga Woszczyńska           | Polen                      | 26'            |
| Guy Moquet                                          | Demis Herenger            | Frankreich                 | 32'            |
| Jutra (Jutra)                                       | Marie-Josée Saint-Pierre  | Kanada                     | 13'            |
| Man on the Chair (Man on the Chair)                 | Dahee Jeong               | Frankreich, Südkorea       | 7'             |
| Sem Coração (Heartless)                             | Nara Normande Tião        | Brasilien                  | 25'            |
| Torn                                                | Elmar Imanov Engin Kundag | Aserbaidschan, Deutschland | 22'            |
| Trece si prin perete (It can pass through the wall) | Radu Jude                 | Rumänien                   | 17'            |

## Caméra d’Or

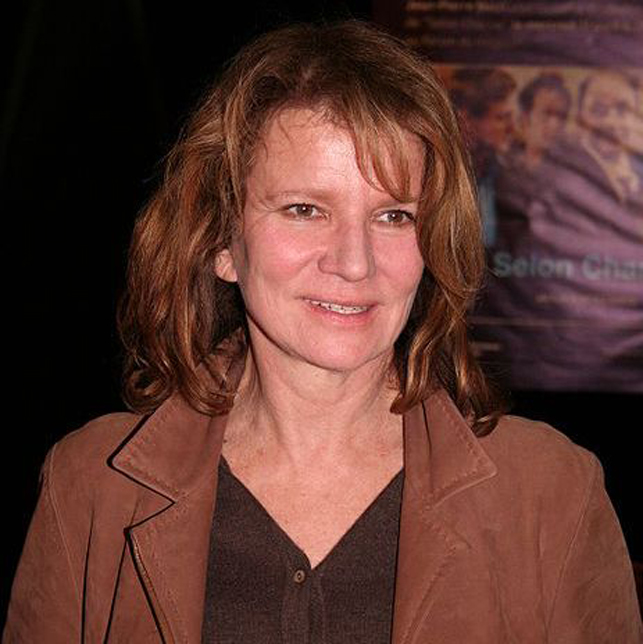
Nicole Garcia

Mit der Caméra d’Or („Goldene Kamera“) wird seit 1978 der beste Debütfilm eines Regisseurs ausgezeichnet, unabhängig in welcher Sektion dieser vertreten ist. Präsidentin der internationalen Jury war 2014 die französische Regisseurin und Schauspielerin Nicole Garcia. Unterstützt wurde sie von den Jurymitgliedern Richard Anconina (Schauspieler), Lisa Nesselson (Kritikerin), Sophie Grassin (Journalistin und Filmkritikerin), Philippe von Leeuw (belgischer Kameramann), Gilles Gaillard (Direktor von Mikros Image) und Héléna Klotz (Regisseurin).

## Preisträger

### Wettbewerb
- Goldene Palme für den besten Film: Winterschlaf (Kış Uykusu) von Nuri Bilge Ceylan
- Großer Preis der Jury – Land der Wunder (Le meraviglie) von Alice Rohrwacher
- Preis der Jury: Mommy von Xavier Dolan und Adieu au langage von Jean-Luc Godard
- Beste Regie: Bennett Miller für Foxcatcher
- Beste Darstellerin: Julianne Moore für Maps to the Stars
- Bester Darsteller: Timothy Spall für Mr. Turner – Meister des Lichts (Mr. Turner)
- Bestes Drehbuch: Andrei Swjaginzew und Oleg Negin für Leviathan

### Kurzfilmwettbewerb
- Goldene Palme für den Besten Kurzfilm: Leidi von Simón Mesa Soto
- Lobende Erwähnung: Aïssa von Clément Trehin-Lalanne und Yes We Love von Hallvar Witzø

### Goldene Kamera
- Goldene Kamera für den Besten Debütfilm: Party Girl von Marie Amachoukeli, Claire Burger und Samuel Theis

### Un Certain Regard
- Hauptpreis: Underdog (White God) von Kornél Mundruczó
- Preis der Jury: Höhere Gewalt (Turist) von Ruben Östlund
- Spezialpreis: Das Salz der Erde (The Salt of the Earth) von Wim Wenders und Juliano Ribeiro Salgado
- Prix d’ensemble – Darsteller von Party Girl
- Bester Darsteller: David Gulpilil for Charlie’s Country

### Cinéfondation
- 1. Preis: Skunk von Annie Silverstein
- 2. Preis: Oh Lucy! von Atsuko Hirayanagi
- 3. Preis: Sourdough von Fulvio Risuleo und The Bigger Picture von Daisy Jacobs

### Semaine de la critique
- „Grand Prix Nespresso de la Semaine de la Critique“: The Tribe von Miroslav Slaboshpytskiy
- „France 4 Visionary Award“: The Tribe von Miroslav Slaboshpytskiy
- „Prix SACD“: Hope von Boris Lojkine
- „Grand Prix Canal+“ für den besten Kurzfilm: Crocodile von Gäelle Denis

### Quinzaine des réalisateurs
- „Art Cinema Award“: Liebe auf den ersten Schlag (Les Combattants) von Thomas Cailley
- „Prix SACD“: Liebe auf den ersten Schlag (Les Combattants)
- „Label Europa Award“: Liebe auf den ersten Schlag (Les Combattants)
- Illy-Preis für den besten Kurzfilm: Heartless von Nara Normande und Tião
- Lobende Erwähnung: It Can Pass Through the Wall von Radu Jude

### Weitere Preise
- „Prix Vulcain de l’artiste technicien“: Dick Pope für Mr. Turner – Meister des Lichts (Mr. Turner) (Kamera)
- Preis der Ökumenischen Jury: Timbuktu von Abderrahmane Sissako
- Lobende Erwähnung der ökumenischen Jury: Das Salz der Erde (The Salt of the Earth) von Wim Wenders und Juliano Ribeiro Salgado sowie Beautiful Youth von Jaime Rosales
- FIPRESCI-Preis für den besten Wettbewerbsfilm: Winterschlaf (Kış Uykusu) von Nuri Bilge Ceylan
- FIPRESCI-Preis für den besten Film der Sektion „Un Certain Regard“: Jauja von Lisandro Alonso
- FIPRESCI-Preis für den besten Film aus einer Nebenreihe: Liebe auf den ersten Schlag (Les Combattants) von Thomas Cailley